# Élections municipales de 2014 dans la Côte-d'Or
Les élections municipales se sont déroulées les 23 et 30 mars 2014 en Côte-d'Or.

## Maires sortants et maires élus
Le scrutin est marqué par quelques changements. La gauche enregistre des revers à Genlis, Is-sur-Tille, Montbard, Neuilly-lès-Dijon, Nolay, Plombières-lès-Dijon et s'incline également à Ruffey-lès-Echirey et Saint-Jean-de-Losne. Par ailleurs, les communistes perdent leur dernière mairie à Seurre, remportée par le PS. La gauche se maintient néanmoins à Dijon et avec un succès face à la droite à Marsannay-la-Côte. Majoritaire dans le département et creusant ainsi l'écart, la droite progresse dans les petites villes avec sa victoire à Messigny-et-Vantoux face aux centristes. Le MoDem remporte Ahuy tandis que l'UDI se maintient à Saulieu et Vitteaux tout en remportant Semur-en-Auxois.
| Commune                | Population | Maire sortant            | Parti | Parti | Maire élu               | Parti | Parti |
| ---------------------- | ---------- | ------------------------ | ----- | ----- | ----------------------- | ----- | ----- |
| Ahuy                   | 1 259      | Jean-Claude Douhait      |       | DVD   | Dominique Grimpret      |       | MoDem |
| Aiserey                | 1 347      | Gérard Tremoulet         |       | PS    | Gérard Tremoulet        |       | PS    |
| Arc-sur-Tille          | 2 473      | Patrick Morelière        |       | DVD   | Patrick Morelière       |       | DVD   |
| Arnay-le-Duc           | 1 585      | Claude Chave             |       | UMP   | Claude Chave            |       | UMP   |
| Asnières-lès-Dijon     | 1 192      | Patricia Gourmand        |       | UMP   | Patricia Gourmand       |       | UMP   |
| Auxonne                | 7 756      | Raoul Langlois           |       | UMP   | Raoul Langlois          |       | UMP   |
| Beaune                 | 21 872     | Alain Suguenot           |       | UMP   | Alain Suguenot          |       | UMP   |
| Belleneuve             | 1 624      | François Defaut          |       | DVD   | Marc Boeglin            |       | DVD   |
| Bligny-lès-Beaune      | 1 231      | Gabriel Fournier         |       | DVD   | Gabriel Fournier        |       | DVD   |
| Brazey-en-Plaine       | 2 479      | Alain Guyot              |       | DVD   | Gilles Delepau          |       | DVD   |
| Châtillon-sur-Seine    | 5 515      | Hubert Brigand           |       | DVD   | Hubert Brigand          |       | DVD   |
| Chenôve                | 14 014     | Jean Esmonin             |       | PS    | Jean Esmonin            |       | PS    |
| Chevigny-Saint-Sauveur | 10 200     | Michel Rotger            |       | UMP   | Michel Rotger           |       | UMP   |
| Corpeau                | 1 012      | Michel Ponelle           |       | PS    | Sandrine Arrault        |       | PS    |
| Couchey                | 1 186      | Gilles Carré             |       | DVD   | Gilles Carré            |       | DVD   |
| Couternon              | 1 721      | Patrice Chiffolot        |       | DVD   | Patrice Chiffolot       |       | DVD   |
| Daix                   | 1 397      | Dominique Begin-Claudet  |       | DVD   | Dominique Begin-Claudet |       | DVD   |
| Dijon                  | 151 672    | François Rebsamen        |       | PS    | Alain Millot            |       | PS    |
| Fénay                  | 1 582      | Marie-Françoise Petel    |       | PS    | Florence Lucisano       |       | PS    |
| Fleurey-sur-Ouche      | 1 177      | Pascale Gallion-Bailly   |       | DVG   | Pascale Gallion-Bailly  |       | DVG   |
| Fontaine-lès-Dijon     | 9 136      | Patrick Chapuis          |       | UMP   | Patrick Chapuis         |       | UMP   |
| Genlis                 | 5 588      | Noël Bernard             |       | PRG   | Vincent Dancourt        |       | UMP   |
| Gevrey-Chambertin      | 3 065      | Jean-Claude Robert       |       | PS    | Bernard Moyne           |       | PS    |
| Hauteville-lès-Dijon   | 1 135      | Jean-Pierre Soumier      |       | DVG   | Jacques De Loisy        |       | DVG   |
| Is-sur-Tille           | 4 339      | Michel Maillot           |       | PS    | Thierry Darphin         |       | UMP   |
| Ladoix-Serrigny        | 1 836      | Aimé Vuittenez           |       | DVD   | Vincent Lucotte         |       | DVD   |
| Lamarche-sur-Saône     | 1 282      | Alain Brancourt          |       | PS    | Alain Brancourt         |       | PS    |
| Longchamp              | 1 190      | Jean-Pierre Koscielinski |       | UMP   | Jacques Prost           |       | UMP   |
| Longecourt-en-Plaine   | 1 225      | Daniel Baudron           |       | DVD   | Daniel Baudron          |       | DVD   |
| Longvic                | 9 175      | Claude Darciaux          |       | PS    | José Almeida            |       | PS    |
| Losne                  | 1 634      | Yvan Zadoinoff           |       | DVG   | Louis Lhuissier         |       | DVG   |
| Marcilly-sur-Tille     | 1 630      | Daniel Lavevre           |       | DVD   | Daniel Lavevre          |       | DVD   |
| Marsannay-la-Côte      | 5 187      | Jean-François Gondellier |       | DVD   | Jean-Michel Verpillot   |       | DVG   |
| Messigny-et-Vantoux    | 1 565      | Henri Revol              |       | UDI   | Vincent Lepretre        |       | DVD   |
| Meursault              | 1 516      | Jean-Claude Monnier      |       | DVD   | Jean-Claude Monnier     |       | DVD   |
| Mirebeau-sur-Bèze      | 2 004      | Laurent Thomas           |       | DVD   | Laurent Thomas          |       | DVD   |
| Montbard               | 5 476      | Christelle Silvestre     |       | PS    | Laurence Porte          |       | UMP   |
| Neuilly-lès-Dijon      | 1 865      | Paul-Olivier Lefebvre    |       | DVG   | Jean-Louis Dumont       |       | DVD   |
| Noiron-sous-Gevrey     | 1 072      | Claudette Guillemaud     |       | UMP   | Claudette Guillemaud    |       | UMP   |
| Nolay                  | 1 504      | Jean-Pascal Monin        |       | DVG   | Jérôme Flache           |       | DVD   |
| Nuits-Saint-Georges    | 5 557      | Alain Cartron            |       | UMP   | Alain Cartron           |       | UMP   |
| Ouges                  | 1 229      | Jean-Claude Girard       |       | DVD   | Jean-Claude Girard      |       | DVD   |
| Perrigny-lès-Dijon     | 1 486      | Patrick Baudement        |       | DVG   | Patrick Baudement       |       | DVG   |
| Plombières-lès-Dijon   | 2 771      | Jean Paul Hesse          |       | PS    | Jean-Frédéric Court     |       | DVD   |
| Pontailler-sur-Saône   | 1 238      | Joël Abbey               |       | UMP   | Joël Abbey              |       | UMP   |
| Pouilly-en-Auxois      | 1 600      | Monique Garnier          |       | DVG   | Bernard Milloir         |       | DVG   |
| Quetigny               | 9 796      | Michel Bachelard         |       | PS    | Michel Bachelard        |       | PS    |
| Rouvres-en-Plaine      | 1 021      | Hubert Sauvain           |       | UMP   | Hubert Sauvain          |       | UMP   |
| Ruffey-lès-Echirey     | 1 214      | Michel Blanc             |       | DVG   | Nadine Mutin            |       | DVD   |
| Saint-Apollinaire      | 6 689      | Rémi Delatte             |       | UMP   | Rémi Delatte            |       | UMP   |
| Saint-Jean-de-Losne    | 1 148      | Gilles Chatel            |       | DVG   | Michel De Duytsche      |       | DVD   |
| Saint-Julien           | 1 458      | Michel Lenoir            |       | UMP   | Michel Lenoir           |       | UMP   |
| Saint-Usage            | 1 256      | Roger Ganée              |       | PS    | Roger Ganée             |       | PS    |
| Saulieu                | 2 538      | Anne-Catherine Loisier   |       | UDI   | Anne-Catherine Loisier  |       | UDI   |
| Saulon-la-Chapelle     | 1 039      | Michel Barbarin          |       | DVD   | Pascal Bortot           |       | DVD   |
| Savigny-lès-Beaune     | 1 363      | Sylvain Jacob            |       | DVD   | Sylvain Jacob           |       | DVD   |
| Selongey               | 2 418      | Gérard Leguay            |       | DVG   | Gérard Leguay           |       | DVG   |
| Semur-en-Auxois        | 4 166      | Philippe Guyenot         |       | UMP   | Catherine Sadon         |       | UDI   |
| Sennecey-lès-Dijon     | 2 185      | Philippe Belleville      |       | DVD   | Philippe Belleville     |       | DVD   |
| Seurre                 | 2 436      | Roland Bonnaire          |       | PCF   | Alain Becquet           |       | PS    |
| Talant                 | 11 118     | Gilbert Menut            |       | UMP   | Gilbert Menut           |       | UMP   |
| Tart-le-Haut           | 1 377      | Jean-Louis Aubertin      |       | DVG   | Daniel Bauchet          |       | DVG   |
| Thorey-en-Plaine       | 1 041      | Alain Dubois             |       | DVD   | Gilles Brachotte        |       | DVD   |
| Til-Châtel             | 1 019      | Alain Gradelet           |       | DVG   | Alain Gradelet          |       | DVG   |
| Varois-et-Chaignot     | 2 013      | Vincent Delatte          |       | UMP   | Vincent Delatte         |       | UMP   |
| Velars-sur-Ouche       | 1 754      | Jacky Dupaquier          |       | UMP   | Jacky Dupaquier         |       | UMP   |
| Venarey-les-Laumes     | 2 913      | Patrick Molinoz          |       | PRG   | Patrick Molinoz         |       | PRG   |
| Villers-les-Pots       | 1 044      | Christian Seichon        |       | DVD   | Christian Seichon       |       | DVD   |
| Vitteaux               | 1 093      | Bernard Paut             |       | UDI   | Bernard Paut            |       | UDI   |

### Résultats en nombre de maires
| Partis       | Partis                            | Maires sortants | Maires élus | Évolution     |
| ------------ | --------------------------------- | --------------- | ----------- | ------------- |
|              | Divers droite                     | 20              | 24          | 4             |
|              | Union pour un mouvement populaire | 18              | 20          | 2             |
|              | UDI                               | 3               | 3           | en stagnation |
|              | MoDem                             | 0               | 1           | 1             |
| Total droite | Total droite                      | 41              | 48          | 7             |
|              | Parti socialiste                  | 13              | 11          | 2             |
|              | Divers gauche                     | 12              | 9           | 3             |
|              | PRG                               | 2               | 1           | 1             |
|              | PCF                               | 1               | 0           | 1             |
| Total gauche | Total gauche                      | 28              | 21          | 7             |
| Total        | Total                             | 69              | 69          | -             |

## Résultats dans les communes de plus de1 000 habitants

### Ahuy
- Maire sortant : Jean-Claude Douhait
- 15 sièges à pourvoir au conseil municipal (population légale 2011 : 1 259 habitants)
- 1 siège à pourvoir au conseil communautaire (Dijon Métropole)

|                | Dominique Grimpret      | DVD            | 360 | 53,89  | 12 | 1 |  |  |
|                | Jean-François Desvignes | SE             | 308 | 46,10  | 3  |   |  |  |
|                |                         |                |     |        |    |   |  |  |
| Inscrits       | Inscrits                | Inscrits       | 972 | 100,00 |    |   |  |  |
| Abstentions    | Abstentions             | Abstentions    | 282 | 29,01  |    |   |  |  |
| Votants        | Votants                 | Votants        | 690 | 70,99  |    |   |  |  |
| Blancs et nuls | Blancs et nuls          | Blancs et nuls | 22  | 3,19   |    |   |  |  |
| Exprimés       | Exprimés                | Exprimés       | 668 | 96,81  |    |   |  |  |

### Aiserey
- Maire sortant : Gérard Tremoulet
- 15 sièges à pourvoir au conseil municipal (population légale 2011 : 1 347 habitants)
- 2 sièges à pourvoir au conseil communautaire (CC de la Plaine Dijonnaise)

|                          | Gérard Tremoulet *   | SE             | 451 | 73,45  | 13 | 2 |  |  |
|                          | Marie-Claire Charlot | DVG            | 163 | 26,54  | 2  |   |  |  |
|                          |                      |                |     |        |    |   |  |  |
| Inscrits                 | Inscrits             | Inscrits       | 874 | 100,00 |    |   |  |  |
| Abstentions              | Abstentions          | Abstentions    | 231 | 26,43  |    |   |  |  |
| Votants                  | Votants              | Votants        | 643 | 73,57  |    |   |  |  |
| Blancs et nuls           | Blancs et nuls       | Blancs et nuls | 29  | 4,51   |    |   |  |  |
| Exprimés                 | Exprimés             | Exprimés       | 614 | 95,49  |    |   |  |  |
| * Liste du maire sortant |                      |                |     |        |    |   |  |  |

### Arc-sur-Tille
- Maire sortant : Patrick Morelière
- 19 sièges à pourvoir au conseil municipal (population légale 2011 : 2 473 habitants)
- 8 sièges à pourvoir au conseil communautaire (CC Norge et Tille)

|                          | Patrick Morelière * | SE             | 1 034 | 81,41  | 18 | 8 |  |  |
|                          | Philippe Boiteux    | SE             | 236   | 18,58  | 1  |   |  |  |
|                          |                     |                |       |        |    |   |  |  |
| Inscrits                 | Inscrits            | Inscrits       | 1 921 | 100,00 |    |   |  |  |
| Abstentions              | Abstentions         | Abstentions    | 581   | 30,24  |    |   |  |  |
| Votants                  | Votants             | Votants        | 1 340 | 69,76  |    |   |  |  |
| Blancs et nuls           | Blancs et nuls      | Blancs et nuls | 70    | 5,22   |    |   |  |  |
| Exprimés                 | Exprimés            | Exprimés       | 1 270 | 94,78  |    |   |  |  |
| * Liste du maire sortant |                     |                |       |        |    |   |  |  |

### Arnay-le-Duc
- Maire sortant : Claude Chave
- 19 sièges à pourvoir au conseil municipal (population légale 2011 : 1 585 habitants)
- 7 sièges à pourvoir au conseil communautaire (CC du Pays d'Arnay Liernais)

|                          | Claude Chave *         | SE             | 488   | 62,24  | 16 | 6 |  |  |
|                          | Natacha Briez-sevestre | SE             | 185   | 23,59  | 2  | 1 |  |  |
|                          | Isabelle Henry         | SE             | 111   | 14,15  | 1  |   |  |  |
|                          |                        |                |       |        |    |   |  |  |
| Inscrits                 | Inscrits               | Inscrits       | 1 101 | 100,00 |    |   |  |  |
| Abstentions              | Abstentions            | Abstentions    | 288   | 26,16  |    |   |  |  |
| Votants                  | Votants                | Votants        | 813   | 73,84  |    |   |  |  |
| Blancs et nuls           | Blancs et nuls         | Blancs et nuls | 29    | 3,57   |    |   |  |  |
| Exprimés                 | Exprimés               | Exprimés       | 784   | 96,43  |    |   |  |  |
| * Liste du maire sortant |                        |                |       |        |    |   |  |  |

### Asnières-lès-Dijon
- Maire sortant : Patricia Gourmand
- 15 sièges à pourvoir au conseil municipal (population légale 2011 : 1 192 habitants)
- 4 sièges à pourvoir au conseil communautaire (CC Norge et Tille)

|                          | Patricia Gourmand * | DVD            | 464 | 100,00 | 15 | 4 |  |  |
|                          |                     |                |     |        |    |   |  |  |
| Inscrits                 | Inscrits            | Inscrits       | 859 | 100,00 |    |   |  |  |
| Abstentions              | Abstentions         | Abstentions    | 352 | 40,98  |    |   |  |  |
| Votants                  | Votants             | Votants        | 507 | 59,02  |    |   |  |  |
| Blancs et nuls           | Blancs et nuls      | Blancs et nuls | 43  | 8,48   |    |   |  |  |
| Exprimés                 | Exprimés            | Exprimés       | 464 | 91,52  |    |   |  |  |
| * Liste du maire sortant |                     |                |     |        |    |   |  |  |

### Auxonne
- Maire sortant : Raoul Langlois (UMP)
- 29 sièges à pourvoir au conseil municipal (population légale 2011 : 7 756 habitants)
- 18 sièges à pourvoir au conseil communautaire (CC Auxonne Pontailler Val de Saône)

| Tête de liste            | Tête de liste            | Liste          | Premier tour | Premier tour | Second tour | Second tour | Sièges | Sièges |
| Tête de liste            | Tête de liste            | Liste          | Voix         | %            | Voix        | %           | CM     | CC     |
| ------------------------ | ------------------------ | -------------- | ------------ | ------------ | ----------- | ----------- | ------ | ------ |
|                          | Raoul Langlois *         | UMP            | 1 151        | 40,14        | 1 572       | 53,43       | 23     | 14     |
|                          | Jacques-François Coiquil | DVG            | 771          | 26,89        | 1 370       | 46,56       | 6      | 4      |
|                          | Fabrice Vauchey          | SE             | 593          | 20,68        |             |             |        |        |
|                          | Philippe Colas           | SE             | 352          | 12,27        |             |             |        |        |
|                          |                          |                |              |              |             |             |        |        |
| Inscrits                 | Inscrits                 | Inscrits       | 5 146        | 100,00       | 5 146       | 100,00      |        |        |
| Abstentions              | Abstentions              | Abstentions    | 2 156        | 41,90        | 2 060       | 40,03       |        |        |
| Votants                  | Votants                  | Votants        | 2 990        | 58,10        | 3 086       | 59,97       |        |        |
| Blancs et nuls           | Blancs et nuls           | Blancs et nuls | 123          | 4,11         | 144         | 4,67        |        |        |
| Exprimés                 | Exprimés                 | Exprimés       | 2 867        | 95,89        | 2 942       | 95,33       |        |        |
| * Liste du maire sortant |                          |                |              |              |             |             |        |        |

### Beaune
- Maire sortant : Alain Suguenot (UMP)
- 35 sièges à pourvoir au conseil municipal (population légale 2011 : 21 872 habitants)
- 31 sièges à pourvoir au conseil communautaire (CA Beaune Côte et Sud)

|                          | Alain Suguenot *      | UMP            | 5 651  | 75,23  | 32 | 28 |  |  |
|                          | Jacques-Hervé Riffaud | Cap21-PS       | 1 088  | 14,48  | 2  | 2  |  |  |
|                          | Jacques-Robert Thomas | FG-PCF-EELV    | 772    | 10,27  | 1  | 1  |  |  |
|                          |                       |                |        |        |    |    |  |  |
| Inscrits                 | Inscrits              | Inscrits       | 14 523 | 100,00 |    |    |  |  |
| Abstentions              | Abstentions           | Abstentions    | 6 651  | 45,80  |    |    |  |  |
| Votants                  | Votants               | Votants        | 7 872  | 54,20  |    |    |  |  |
| Blancs et nuls           | Blancs et nuls        | Blancs et nuls | 361    | 4,59   |    |    |  |  |
| Exprimés                 | Exprimés              | Exprimés       | 7 511  | 95,41  |    |    |  |  |
| * Liste du maire sortant |                       |                |        |        |    |    |  |  |

### Belleneuve
- Maire sortant : François Defaut
- 19 sièges à pourvoir au conseil municipal (population légale 2011 : 1 624 habitants)
- 6 sièges à pourvoir au conseil communautaire (CC Mirebellois et Fontenois)

|                | Marc Boeglin   | SE             | 415   | 100,00 | 19 | 6 |  |  |
|                |                |                |       |        |    |   |  |  |
| Inscrits       | Inscrits       | Inscrits       | 1 132 | 100,00 |    |   |  |  |
| Abstentions    | Abstentions    | Abstentions    | 526   | 46,47  |    |   |  |  |
| Votants        | Votants        | Votants        | 606   | 53,53  |    |   |  |  |
| Blancs et nuls | Blancs et nuls | Blancs et nuls | 191   | 31,52  |    |   |  |  |
| Exprimés       | Exprimés       | Exprimés       | 415   | 68,48  |    |   |  |  |

### Bligny-lès-Beaune
- Maire sortant : Gabriel Fournier
- 15 sièges à pourvoir au conseil municipal (population légale 2011 : 1 231 habitants)
- 1 sièges à pourvoir au conseil communautaire (CA Beaune Côte et Sud)

|                          | Gabriel Fournier * | DVD            | 376 | 56,37  | 12 | 1 |  |  |
|                          | Michel Hojlo       | SE             | 291 | 43,62  | 3  |   |  |  |
|                          |                    |                |     |        |    |   |  |  |
| Inscrits                 | Inscrits           | Inscrits       | 959 | 100,00 |    |   |  |  |
| Abstentions              | Abstentions        | Abstentions    | 266 | 27,74  |    |   |  |  |
| Votants                  | Votants            | Votants        | 693 | 72,26  |    |   |  |  |
| Blancs et nuls           | Blancs et nuls     | Blancs et nuls | 26  | 3,75   |    |   |  |  |
| Exprimés                 | Exprimés           | Exprimés       | 667 | 96,25  |    |   |  |  |
| * Liste du maire sortant |                    |                |     |        |    |   |  |  |

### Brazey-en-Plaine
- Maire sortant : Alain Guyot
- 19 sièges à pourvoir au conseil municipal (population légale 2011 : 2 479 habitants)
- 6 sièges à pourvoir au conseil communautaire (CC Rives de Saône)

|                | Gilles Delepau | SE             | 622   | 100,00 | 19 | 6 |  |  |
|                |                |                |       |        |    |   |  |  |
| Inscrits       | Inscrits       | Inscrits       | 1 902 | 100,00 |    |   |  |  |
| Abstentions    | Abstentions    | Abstentions    | 971   | 51,05  |    |   |  |  |
| Votants        | Votants        | Votants        | 931   | 48,95  |    |   |  |  |
| Blancs et nuls | Blancs et nuls | Blancs et nuls | 309   | 33,19  |    |   |  |  |
| Exprimés       | Exprimés       | Exprimés       | 622   | 66,81  |    |   |  |  |

### Châtillon-sur-Seine
- Maire sortant : Hubert Brigand (UMP)
- 29 sièges à pourvoir au conseil municipal (population légale 2011 : 5 515 habitants)
- 23 sièges à pourvoir au conseil communautaire (CC du Pays Châtillonnais)

|                          | Hubert Brigand * | DVD            | 1 973 | 79,65  | 26 | 21 |  |  |
|                          | Paul Brossault   | DVG            | 504   | 20,34  | 3  | 2  |  |  |
|                          |                  |                |       |        |    |    |  |  |
| Inscrits                 | Inscrits         | Inscrits       | 3 813 | 100,00 |    |    |  |  |
| Abstentions              | Abstentions      | Abstentions    | 1 233 | 32,34  |    |    |  |  |
| Votants                  | Votants          | Votants        | 2 580 | 67,66  |    |    |  |  |
| Blancs et nuls           | Blancs et nuls   | Blancs et nuls | 103   | 3,99   |    |    |  |  |
| Exprimés                 | Exprimés         | Exprimés       | 2 477 | 96,01  |    |    |  |  |
| * Liste du maire sortant |                  |                |       |        |    |    |  |  |

### Chenôve
- Maire sortant : Jean Esmonin (PS)
- 33 sièges à pourvoir au conseil municipal (population légale 2011 : 14 014 habitants)
- 5 sièges à pourvoir au conseil communautaire (Dijon Métropole)

| Tête de liste            | Tête de liste         | Liste          | Premier tour | Premier tour | Second tour | Second tour | Sièges | Sièges |
| Tête de liste            | Tête de liste         | Liste          | Voix         | %            | Voix        | %           | CM     | CC     |
| ------------------------ | --------------------- | -------------- | ------------ | ------------ | ----------- | ----------- | ------ | ------ |
|                          | Jean Esmonin *        | PS-PCF-EELV    | 1 671        | 35,47        | 2 002       | 41,28       | 24     | 4      |
|                          | Roland Ponsaa         | DVG            | 1 223        | 25,96        | 1 847       | 38,09       | 6      | 1      |
|                          | Philippe Cherin       | FN             | 876          | 18,59        | 1 000       | 20,62       | 3      |        |
|                          | Pierre Jacob          | UMP-UDI        | 748          | 15,87        |             |             |        |        |
|                          | Stéphane Pournin      | LO             | 103          | 2,18         |             |             |        |        |
|                          | Marie-France Villaume | POI            | 90           | 1,91         |             |             |        |        |
|                          |                       |                |              |              |             |             |        |        |
| Inscrits                 | Inscrits              | Inscrits       | 8 595        | 100,00       | 8 595       | 100,00      |        |        |
| Abstentions              | Abstentions           | Abstentions    | 3 759        | 43,73        | 3 583       | 41,69       |        |        |
| Votants                  | Votants               | Votants        | 4 836        | 56,27        | 5 012       | 58,31       |        |        |
| Blancs et nuls           | Blancs et nuls        | Blancs et nuls | 125          | 2,58         | 163         | 3,25        |        |        |
| Exprimés                 | Exprimés              | Exprimés       | 4 711        | 97,42        | 4 849       | 96,75       |        |        |
| * Liste du maire sortant |                       |                |              |              |             |             |        |        |

### Chevigny-Saint-Sauveur
- Maire sortant : Michel Rotger (UMP)
- 33 sièges à pourvoir au conseil municipal (population légale 2011 : 10 200 habitants)
- 3 sièges à pourvoir au conseil communautaire (Dijon Métropole)

| Tête de liste            | Tête de liste   | Liste          | Premier tour | Premier tour | Second tour | Second tour | Sièges | Sièges |
| Tête de liste            | Tête de liste   | Liste          | Voix         | %            | Voix        | %           | CM     | CC     |
| ------------------------ | --------------- | -------------- | ------------ | ------------ | ----------- | ----------- | ------ | ------ |
|                          | Michel Rotger * | UMP-UDI        | 2 217        | 49,15        | 2 306       | 51,79       | 26     | 2      |
|                          | Louis Legrand   | PS-PCF-EELV    | 1 317        | 29,20        | 1 424       | 31,98       | 5      | 1      |
|                          | Jean Perrin     | DVD            | 976          | 21,64        | 722         | 16,21       | 2      |        |
|                          |                 |                |              |              |             |             |        |        |
| Inscrits                 | Inscrits        | Inscrits       | 7 154        | 100,00       | 7 155       | 100,00      |        |        |
| Abstentions              | Abstentions     | Abstentions    | 2 476        | 34,61        | 2 552       | 35,67       |        |        |
| Votants                  | Votants         | Votants        | 4 678        | 65,39        | 4 603       | 64,33       |        |        |
| Blancs et nuls           | Blancs et nuls  | Blancs et nuls | 168          | 3,59         | 151         | 3,28        |        |        |
| Exprimés                 | Exprimés        | Exprimés       | 4 510        | 96,41        | 4 452       | 96,72       |        |        |
| * Liste du maire sortant |                 |                |              |              |             |             |        |        |

### Corpeau
- Maire sortant : Michel Ponelle
- 15 sièges à pourvoir au conseil municipal (population légale 2011 : 1 012 habitants)
- 1 sièges à pourvoir au conseil communautaire (CA Beaune Côte et Sud)

|                | Sandrine Arrault | SE             | 307 | 58,81  | 12 | 1 |  |  |
|                | Gilbert Favelier | SE             | 215 | 41,18  | 3  |   |  |  |
|                |                  |                |     |        |    |   |  |  |
| Inscrits       | Inscrits         | Inscrits       | 849 | 100,00 |    |   |  |  |
| Abstentions    | Abstentions      | Abstentions    | 293 | 34,51  |    |   |  |  |
| Votants        | Votants          | Votants        | 556 | 65,49  |    |   |  |  |
| Blancs et nuls | Blancs et nuls   | Blancs et nuls | 34  | 6,12   |    |   |  |  |
| Exprimés       | Exprimés         | Exprimés       | 522 | 93,88  |    |   |  |  |

### Couchey
- Maire sortant : Gilles Carré
- 15 sièges à pourvoir au conseil municipal (population légale 2011 : 1 186 habitants)
- 4 sièges à pourvoir au conseil communautaire (CC de Gevrey-Chambertin et de Nuits-Saint-Georges)

|                          | Gilles Carré * | DVD            | 375 | 56,99  | 12 | 3 |  |  |
|                          | Marc Jeannin   | SE             | 283 | 43,00  | 3  | 1 |  |  |
|                          |                |                |     |        |    |   |  |  |
| Inscrits                 | Inscrits       | Inscrits       | 950 | 100,00 |    |   |  |  |
| Abstentions              | Abstentions    | Abstentions    | 264 | 27,79  |    |   |  |  |
| Votants                  | Votants        | Votants        | 686 | 72,21  |    |   |  |  |
| Blancs et nuls           | Blancs et nuls | Blancs et nuls | 28  | 4,08   |    |   |  |  |
| Exprimés                 | Exprimés       | Exprimés       | 658 | 95,92  |    |   |  |  |
| * Liste du maire sortant |                |                |     |        |    |   |  |  |

### Couternon
- Maire sortant : Patrice Chiffolot
- 19 sièges à pourvoir au conseil municipal (population légale 2011 : 1 721 habitants)
- 6 sièges à pourvoir au conseil communautaire (CC Norge et Tille)

|                          | Patrice Chiffolot * | DVD            | 660   | 100,00 | 19 | 6 |  |  |
|                          |                     |                |       |        |    |   |  |  |
| Inscrits                 | Inscrits            | Inscrits       | 1 369 | 100,00 |    |   |  |  |
| Abstentions              | Abstentions         | Abstentions    | 557   | 40,69  |    |   |  |  |
| Votants                  | Votants             | Votants        | 812   | 59,31  |    |   |  |  |
| Blancs et nuls           | Blancs et nuls      | Blancs et nuls | 152   | 18,72  |    |   |  |  |
| Exprimés                 | Exprimés            | Exprimés       | 660   | 81,28  |    |   |  |  |
| * Liste du maire sortant |                     |                |       |        |    |   |  |  |

### Daix
- Maire sortant : Dominique Begin-Claudet
- 15 sièges à pourvoir au conseil municipal (population légale 2011 : 1 397 habitants)
- 1 sièges à pourvoir au conseil communautaire (Dijon Métropole)

|                          | Dominique Bégin-Claudet * | DVD            | 540   | 100,00 | 15 | 1 |  |  |
|                          |                           |                |       |        |    |   |  |  |
| Inscrits                 | Inscrits                  | Inscrits       | 1 241 | 100,00 |    |   |  |  |
| Abstentions              | Abstentions               | Abstentions    | 592   | 47,70  |    |   |  |  |
| Votants                  | Votants                   | Votants        | 649   | 52,30  |    |   |  |  |
| Blancs et nuls           | Blancs et nuls            | Blancs et nuls | 109   | 16,80  |    |   |  |  |
| Exprimés                 | Exprimés                  | Exprimés       | 540   | 83,20  |    |   |  |  |
| * Liste du maire sortant |                           |                |       |        |    |   |  |  |

### Dijon
- Maire sortant : François Rebsamen (PS)
- 59 sièges à pourvoir au conseil municipal (population légale 2011 : 151 672 habitants)
- 39 sièges à pourvoir au conseil communautaire (Dijon Métropole)

| Tête de liste            | Tête de liste        | Liste          | Premier tour | Premier tour | Second tour | Second tour | Sièges | Sièges |
| Tête de liste            | Tête de liste        | Liste          | Voix         | %            | Voix        | %           | CM     | CC     |
| ------------------------ | -------------------- | -------------- | ------------ | ------------ | ----------- | ----------- | ------ | ------ |
|                          | François Rebsamen *  | PS-EELV-MoDem  | 20 825       | 44,27        | 24 646      | 52,84       | 46     | 30     |
|                          | Alain Houpert        | UMP-UDI        | 13 294       | 28,26        | 15 871      | 34,02       | 10     | 7      |
|                          | Édouard Cavin        | FN             | 5 975        | 12,70        | 6 124       | 13,13       | 3      | 2      |
|                          | David Lanaud Du Gray | SE             | 4 023        | 8,55         |             |             |        |        |
|                          | Isabelle De Almeida  | FG             | 2 194        | 4,66         |             |             |        |        |
|                          | Claire Rocher        | LO             | 722          | 1,53         |             |             |        |        |
|                          |                      |                |              |              |             |             |        |        |
| Inscrits                 | Inscrits             | Inscrits       | 82 505       | 100,00       | 82 506      | 100,00      |        |        |
| Abstentions              | Abstentions          | Abstentions    | 33 964       | 41,17        | 33 838      | 41,01       |        |        |
| Votants                  | Votants              | Votants        | 48 541       | 58,83        | 48 668      | 58,99       |        |        |
| Blancs et nuls           | Blancs et nuls       | Blancs et nuls | 1 508        | 3,11         | 2 027       | 4,16        |        |        |
| Exprimés                 | Exprimés             | Exprimés       | 47 033       | 96,89        | 46 641      | 95,84       |        |        |
| * Liste du maire sortant |                      |                |              |              |             |             |        |        |

### Fénay
- Maire sortant : Marie-Françoise Petel
- 19 sièges à pourvoir au conseil municipal (population légale 2011 : 1 582 habitants)
- 1 sièges à pourvoir au conseil communautaire (Dijon Métropole)

| Tête de liste  | Tête de liste     | Liste          | Premier tour | Premier tour | Second tour | Second tour | Sièges | Sièges |
| Tête de liste  | Tête de liste     | Liste          | Voix         | %            | Voix        | %           | CM     | CC     |
| -------------- | ----------------- | -------------- | ------------ | ------------ | ----------- | ----------- | ------ | ------ |
|                | Florence Lucisano | DVG            | 363          | 44,21        | 432         | 53,79       | 15     | 1      |
|                | Axel Mouffron     | DVD            | 260          | 31,66        | 371         | 46,20       | 4      |        |
|                | Bertrand Buteau   | SE             | 198          | 24,11        |             |             |        |        |
|                |                   |                |              |              |             |             |        |        |
| Inscrits       | Inscrits          | Inscrits       | 1 252        | 100,00       | 1 252       | 100,00      |        |        |
| Abstentions    | Abstentions       | Abstentions    | 410          | 32,75        | 421         | 33,63       |        |        |
| Votants        | Votants           | Votants        | 842          | 67,25        | 831         | 66,37       |        |        |
| Blancs et nuls | Blancs et nuls    | Blancs et nuls | 21           | 2,49         | 28          | 3,37        |        |        |
| Exprimés       | Exprimés          | Exprimés       | 821          | 97,51        | 803         | 96,63       |        |        |

### Fleurey-sur-Ouche
- Maire sortant : Pascale Gallion-Bailly
- 15 sièges à pourvoir au conseil municipal (population légale 2011 : 1 177 habitants)
- 4 sièges à pourvoir au conseil communautaire (CC Ouche et Montagne)

|                | Pascale Gallion    | DVG            | 440 | 65,47  | 13 | 3 |  |  |
|                | Jean-Pierre Perrot | DVG            | 232 | 34,52  | 2  | 1 |  |  |
|                |                    |                |     |        |    |   |  |  |
| Inscrits       | Inscrits           | Inscrits       | 872 | 100,00 |    |   |  |  |
| Abstentions    | Abstentions        | Abstentions    | 173 | 19,84  |    |   |  |  |
| Votants        | Votants            | Votants        | 699 | 80,16  |    |   |  |  |
| Blancs et nuls | Blancs et nuls     | Blancs et nuls | 27  | 3,86   |    |   |  |  |
| Exprimés       | Exprimés           | Exprimés       | 672 | 96,14  |    |   |  |  |

### Fontaine-lès-Dijon
- Maire sortant : Patrick Chapuis (UMP)
- 29 sièges à pourvoir au conseil municipal (population légale 2011 : 9 136 habitants)
- 3 sièges à pourvoir au conseil communautaire (Dijon Métropole)

|                          | Patrick Chapuis * | UMP-UDI        | 2 734 | 65,72  | 25 | 3 |  |  |
|                          | Stéphane Gaillard | PS             | 979   | 23,53  | 3  |   |  |  |
|                          | François Thieriot | FN             | 447   | 10,74  | 1  |   |  |  |
|                          |                   |                |       |        |    |   |  |  |
| Inscrits                 | Inscrits          | Inscrits       | 6 703 | 100,00 |    |   |  |  |
| Abstentions              | Abstentions       | Abstentions    | 2 401 | 35,82  |    |   |  |  |
| Votants                  | Votants           | Votants        | 4 302 | 64,18  |    |   |  |  |
| Blancs et nuls           | Blancs et nuls    | Blancs et nuls | 142   | 3,30   |    |   |  |  |
| Exprimés                 | Exprimés          | Exprimés       | 4 160 | 96,70  |    |   |  |  |
| * Liste du maire sortant |                   |                |       |        |    |   |  |  |

### Genlis
- Maire sortant : Noël Bernard (PRG)
- 29 sièges à pourvoir au conseil municipal (population légale 2011 : 5 588 habitants)
- 12 sièges à pourvoir au conseil communautaire (CC de la Plaine Dijonnaise)

|                          | Vincent Dancourt | UMP            | 1 241 | 56,30  | 23 | 9 |  |  |
|                          | Noël Bernard *   | DVG            | 963   | 43,69  | 6  | 3 |  |  |
|                          |                  |                |       |        |    |   |  |  |
| Inscrits                 | Inscrits         | Inscrits       | 3 610 | 100,00 |    |   |  |  |
| Abstentions              | Abstentions      | Abstentions    | 1 319 | 36,54  |    |   |  |  |
| Votants                  | Votants          | Votants        | 2 291 | 63,46  |    |   |  |  |
| Blancs et nuls           | Blancs et nuls   | Blancs et nuls | 87    | 3,80   |    |   |  |  |
| Exprimés                 | Exprimés         | Exprimés       | 2 204 | 96,20  |    |   |  |  |
| * Liste du maire sortant |                  |                |       |        |    |   |  |  |

### Gevrey-Chambertin
- Maire sortant : Jean-Claude Robert
- 23 sièges à pourvoir au conseil municipal (population légale 2011 : 3 065 habitants)
- 7 sièges à pourvoir au conseil communautaire (CC de Gevrey-Chambertin et de Nuits-Saint-Georges)

|                | Bernard Moyne   | PS             | 846   | 65,37  | 19 | 6 |  |  |
|                | Mary Quintallet | DVD            | 448   | 34,62  | 4  | 1 |  |  |
|                |                 |                |       |        |    |   |  |  |
| Inscrits       | Inscrits        | Inscrits       | 2 209 | 100,00 |    |   |  |  |
| Abstentions    | Abstentions     | Abstentions    | 845   | 38,25  |    |   |  |  |
| Votants        | Votants         | Votants        | 1 364 | 61,75  |    |   |  |  |
| Blancs et nuls | Blancs et nuls  | Blancs et nuls | 70    | 5,13   |    |   |  |  |
| Exprimés       | Exprimés        | Exprimés       | 1 294 | 94,87  |    |   |  |  |

### Hauteville-lès-Dijon
- Maire sortant : Jean-Pierre Soumier
- 15 sièges à pourvoir au conseil municipal (population légale 2011 : 1 135 habitants)
- 1 sièges à pourvoir au conseil communautaire (Dijon Métropole)

|                | Jacques De Loisy | SE             | 441 | 100,00 | 15 | 1 |  |  |
|                |                  |                |     |        |    |   |  |  |
| Inscrits       | Inscrits         | Inscrits       | 921 | 100,00 |    |   |  |  |
| Abstentions    | Abstentions      | Abstentions    | 385 | 41,80  |    |   |  |  |
| Votants        | Votants          | Votants        | 536 | 58,20  |    |   |  |  |
| Blancs et nuls | Blancs et nuls   | Blancs et nuls | 95  | 17,72  |    |   |  |  |
| Exprimés       | Exprimés         | Exprimés       | 441 | 82,28  |    |   |  |  |

### Is-sur-Tille
- Maire sortant : Michel Maillot
- 27 sièges à pourvoir au conseil municipal (population légale 2011 : 4 339 habitants)
- 14 sièges à pourvoir au conseil communautaire (CC des Vallées de la Tille et de l'Ignon)

|                | Thierry Darphin  | DVD            | 1 230 | 60,50  | 22 | 11 |  |  |
|                | Gilles Passereau | DVG            | 803   | 39,49  | 5  | 3  |  |  |
|                |                  |                |       |        |    |    |  |  |
| Inscrits       | Inscrits         | Inscrits       | 3 141 | 100,00 |    |    |  |  |
| Abstentions    | Abstentions      | Abstentions    | 1 052 | 33,49  |    |    |  |  |
| Votants        | Votants          | Votants        | 2 089 | 66,51  |    |    |  |  |
| Blancs et nuls | Blancs et nuls   | Blancs et nuls | 56    | 2,68   |    |    |  |  |
| Exprimés       | Exprimés         | Exprimés       | 2 033 | 97,32  |    |    |  |  |

### Ladoix-Serrigny
- Maire sortant : Aimé Vuittenez
- 19 sièges à pourvoir au conseil municipal (population légale 2011 : 1 836 habitants)
- 2 sièges à pourvoir au conseil communautaire (CA Beaune Côte et Sud)

|                | Vincent Lucotte | SE             | 623   | 100,00 | 19 | 2 |  |  |
|                |                 |                |       |        |    |   |  |  |
| Inscrits       | Inscrits        | Inscrits       | 1 295 | 100,00 |    |   |  |  |
| Abstentions    | Abstentions     | Abstentions    | 505   | 39,00  |    |   |  |  |
| Votants        | Votants         | Votants        | 790   | 61,00  |    |   |  |  |
| Blancs et nuls | Blancs et nuls  | Blancs et nuls | 167   | 21,14  |    |   |  |  |
| Exprimés       | Exprimés        | Exprimés       | 623   | 78,86  |    |   |  |  |

### Lamarche-sur-Saône
- Maire sortant : Alain Brancourt
- 15 sièges à pourvoir au conseil municipal (population légale 2011 : 1 282 habitants)
- 4 sièges à pourvoir au conseil communautaire (CC Auxonne Pontailler Val de Saône)

|                          | Alain Brancourt * | DVG            | 380 | 100,00 | 15 | 4 |  |  |
|                          |                   |                |     |        |    |   |  |  |
| Inscrits                 | Inscrits          | Inscrits       | 954 | 100,00 |    |   |  |  |
| Abstentions              | Abstentions       | Abstentions    | 379 | 39,73  |    |   |  |  |
| Votants                  | Votants           | Votants        | 575 | 60,27  |    |   |  |  |
| Blancs et nuls           | Blancs et nuls    | Blancs et nuls | 195 | 33,91  |    |   |  |  |
| Exprimés                 | Exprimés          | Exprimés       | 380 | 66,09  |    |   |  |  |
| * Liste du maire sortant |                   |                |     |        |    |   |  |  |

### Longchamp
- Maire sortant : Jean-Pierre Koscielinski
- 15 sièges à pourvoir au conseil municipal (population légale 2011 : 1 190 habitants)
- 2 sièges à pourvoir au conseil communautaire (CC de la Plaine Dijonnaise)

| Tête de liste  | Tête de liste     | Liste          | Premier tour | Premier tour | Second tour | Second tour | Sièges | Sièges |
| Tête de liste  | Tête de liste     | Liste          | Voix         | %            | Voix        | %           | CM     | CC     |
| -------------- | ----------------- | -------------- | ------------ | ------------ | ----------- | ----------- | ------ | ------ |
|                | Jacques Prost     | SE             | 279          | 45,58        | 305         | 47,73       | 12     | 2      |
|                | Francis Sanchez   | DVG            | 239          | 39,05        | 287         | 44,91       | 3      |        |
|                | Philippe Malandre | SE             | 94           | 15,35        | 47          | 7,35        |        |        |
|                |                   |                |              |              |             |             |        |        |
| Inscrits       | Inscrits          | Inscrits       | 836          | 100,00       | 836         | 100,00      |        |        |
| Abstentions    | Abstentions       | Abstentions    | 217          | 25,96        | 190         | 22,73       |        |        |
| Votants        | Votants           | Votants        | 619          | 74,04        | 646         | 77,27       |        |        |
| Blancs et nuls | Blancs et nuls    | Blancs et nuls | 7            | 1,13         | 7           | 1,08        |        |        |
| Exprimés       | Exprimés          | Exprimés       | 612          | 98,87        | 639         | 98,92       |        |        |

### Longecourt-en-Plaine
- Maire sortant : Daniel Baudron
- 15 sièges à pourvoir au conseil municipal (population légale 2011 : 1 225 habitants)
- 2 sièges à pourvoir au conseil communautaire (CC de la Plaine Dijonnaise)

|                          | Daniel Baudron * | DVD            | 394 | 100,00 | 15 | 2 |  |  |
|                          |                  |                |     |        |    |   |  |  |
| Inscrits                 | Inscrits         | Inscrits       | 931 | 100,00 |    |   |  |  |
| Abstentions              | Abstentions      | Abstentions    | 405 | 43,50  |    |   |  |  |
| Votants                  | Votants          | Votants        | 526 | 56,50  |    |   |  |  |
| Blancs et nuls           | Blancs et nuls   | Blancs et nuls | 132 | 25,10  |    |   |  |  |
| Exprimés                 | Exprimés         | Exprimés       | 394 | 74,90  |    |   |  |  |
| * Liste du maire sortant |                  |                |     |        |    |   |  |  |

### Longvic
- Maire sortant : Claude Darciaux (PS)
- 29 sièges à pourvoir au conseil municipal (population légale 2011 : 9 175 habitants)
- 3 sièges à pourvoir au conseil communautaire (Dijon Métropole)

|                | José Almeida        | PS             | 1 731 | 54,43  | 23 | 2 |  |  |
|                | Jean-Philippe Morel | UMP-UDI        | 1 001 | 31,47  | 4  | 1 |  |  |
|                | Michel Roussel      | DVD            | 448   | 14,08  | 2  |   |  |  |
|                |                     |                |       |        |    |   |  |  |
| Inscrits       | Inscrits            | Inscrits       | 5 481 | 100,00 |    |   |  |  |
| Abstentions    | Abstentions         | Abstentions    | 2 165 | 39,50  |    |   |  |  |
| Votants        | Votants             | Votants        | 3 316 | 60,50  |    |   |  |  |
| Blancs et nuls | Blancs et nuls      | Blancs et nuls | 136   | 4,10   |    |   |  |  |
| Exprimés       | Exprimés            | Exprimés       | 3 180 | 95,90  |    |   |  |  |

### Losne
- Maire sortant : Yvan Zadoinoff
- 19 sièges à pourvoir au conseil municipal (population légale 2011 : 1 634 habitants)
- 4 sièges à pourvoir au conseil communautaire (CC Rives de Saône)

|                | Louis Lhuissier | SE             | 448   | 100,00 | 19 | 4 |  |  |
|                |                 |                |       |        |    |   |  |  |
| Inscrits       | Inscrits        | Inscrits       | 1 046 | 100,00 |    |   |  |  |
| Abstentions    | Abstentions     | Abstentions    | 450   | 43,02  |    |   |  |  |
| Votants        | Votants         | Votants        | 596   | 56,98  |    |   |  |  |
| Blancs et nuls | Blancs et nuls  | Blancs et nuls | 148   | 24,83  |    |   |  |  |
| Exprimés       | Exprimés        | Exprimés       | 448   | 75,17  |    |   |  |  |

### Marcilly-sur-Tille
- Maire sortant : Daniel Lavevre
- 19 sièges à pourvoir au conseil municipal (population légale 2011 : 1 630 habitants)
- 5 sièges à pourvoir au conseil communautaire (CC des Vallées de la Tille et de l'Ignon)

|                          | Daniel Lavevre * | DVD            | 516   | 100,00 | 19 | 5 |  |  |
|                          |                  |                |       |        |    |   |  |  |
| Inscrits                 | Inscrits         | Inscrits       | 1 169 | 100,00 |    |   |  |  |
| Abstentions              | Abstentions      | Abstentions    | 538   | 46,02  |    |   |  |  |
| Votants                  | Votants          | Votants        | 631   | 53,98  |    |   |  |  |
| Blancs et nuls           | Blancs et nuls   | Blancs et nuls | 115   | 18,23  |    |   |  |  |
| Exprimés                 | Exprimés         | Exprimés       | 516   | 81,77  |    |   |  |  |
| * Liste du maire sortant |                  |                |       |        |    |   |  |  |

### Marsannay-la-Côte
- Maire sortant : Jean-François Gondellier (DVD)
- 29 sièges à pourvoir au conseil municipal (population légale 2011 : 5 187 habitants)
- 2 sièges à pourvoir au conseil communautaire (Dijon Métropole)

|                          | Jean-Michel Verpillot      | SE             | 1 268 | 50,88  | 22 | 2 |  |  |
|                          | Jean-François Gondellier * | DVD            | 1 224 | 49,11  | 7  |   |  |  |
|                          |                            |                |       |        |    |   |  |  |
| Inscrits                 | Inscrits                   | Inscrits       | 4 064 | 100,00 |    |   |  |  |
| Abstentions              | Abstentions                | Abstentions    | 1 416 | 34,84  |    |   |  |  |
| Votants                  | Votants                    | Votants        | 2 648 | 65,16  |    |   |  |  |
| Blancs et nuls           | Blancs et nuls             | Blancs et nuls | 156   | 5,89   |    |   |  |  |
| Exprimés                 | Exprimés                   | Exprimés       | 2 492 | 94,11  |    |   |  |  |
| * Liste du maire sortant |                            |                |       |        |    |   |  |  |

### Messigny-et-Vantoux
- Maire sortant : Henri Revol
- 19 sièges à pourvoir au conseil municipal (population légale 2011 : 1 565 habitants)
- 9 sièges à pourvoir au conseil communautaire (CC Forêts, Seine et Suzon)

|                | Vincent Lepretre   | DVD            | 388   | 51,18  | 15 | 7 |  |  |
|                | Jean-Pierre Potron | DVD            | 370   | 48,81  | 4  | 2 |  |  |
|                |                    |                |       |        |    |   |  |  |
| Inscrits       | Inscrits           | Inscrits       | 1 127 | 100,00 |    |   |  |  |
| Abstentions    | Abstentions        | Abstentions    | 335   | 29,72  |    |   |  |  |
| Votants        | Votants            | Votants        | 792   | 70,28  |    |   |  |  |
| Blancs et nuls | Blancs et nuls     | Blancs et nuls | 34    | 4,29   |    |   |  |  |
| Exprimés       | Exprimés           | Exprimés       | 758   | 95,71  |    |   |  |  |

### Meursault
- Maire sortant : Jean-Claude Monnier
- 19 sièges à pourvoir au conseil municipal (population légale 2011 : 1 516 habitants)
- 2 sièges à pourvoir au conseil communautaire (CA Beaune Côte et Sud)

|                          | Jean-Claude Monnier * | SE             | 436   | 100,00 | 19 | 2 |  |  |
|                          |                       |                |       |        |    |   |  |  |
| Inscrits                 | Inscrits              | Inscrits       | 1 160 | 100,00 |    |   |  |  |
| Abstentions              | Abstentions           | Abstentions    | 513   | 44,22  |    |   |  |  |
| Votants                  | Votants               | Votants        | 647   | 55,78  |    |   |  |  |
| Blancs et nuls           | Blancs et nuls        | Blancs et nuls | 211   | 32,61  |    |   |  |  |
| Exprimés                 | Exprimés              | Exprimés       | 436   | 67,39  |    |   |  |  |
| * Liste du maire sortant |                       |                |       |        |    |   |  |  |

### Mirebeau-sur-Bèze
- Maire sortant : Laurent Thomas
- 19 sièges à pourvoir au conseil municipal (population légale 2011 : 2 004 habitants)
- 8 sièges à pourvoir au conseil communautaire (CC Mirebellois et Fontenois)

|                          | Laurent Thomas * | DVD            | 582   | 100,00 | 19 | 8 |  |  |
|                          |                  |                |       |        |    |   |  |  |
| Inscrits                 | Inscrits         | Inscrits       | 1 328 | 100,00 |    |   |  |  |
| Abstentions              | Abstentions      | Abstentions    | 574   | 43,22  |    |   |  |  |
| Votants                  | Votants          | Votants        | 754   | 56,78  |    |   |  |  |
| Blancs et nuls           | Blancs et nuls   | Blancs et nuls | 172   | 22,81  |    |   |  |  |
| Exprimés                 | Exprimés         | Exprimés       | 582   | 77,19  |    |   |  |  |
| * Liste du maire sortant |                  |                |       |        |    |   |  |  |

### Montbard
- Maire sortant : Christelle Silvestre (PS)
- 29 sièges à pourvoir au conseil municipal (population légale 2011 : 5 476 habitants)
- 24 sièges à pourvoir au conseil communautaire (CC du Montbardois)

|                          | Laurence Porte         | DVD            | 1 311 | 55,01  | 23 | 19 |  |  |
|                          | Christelle Silvestre * | PS             | 764   | 32,06  | 5  | 4  |  |  |
|                          | Benoît Gouot           | FG             | 216   | 9,06   | 1  | 1  |  |  |
|                          | Isabelle Marchal       | EXG            | 92    | 3,86   |    |    |  |  |
|                          |                        |                |       |        |    |    |  |  |
| Inscrits                 | Inscrits               | Inscrits       | 3 842 | 100,00 |    |    |  |  |
| Abstentions              | Abstentions            | Abstentions    | 1 343 | 34,96  |    |    |  |  |
| Votants                  | Votants                | Votants        | 2 499 | 65,04  |    |    |  |  |
| Blancs et nuls           | Blancs et nuls         | Blancs et nuls | 116   | 4,64   |    |    |  |  |
| Exprimés                 | Exprimés               | Exprimés       | 2 383 | 95,36  |    |    |  |  |
| * Liste du maire sortant |                        |                |       |        |    |    |  |  |

### Neuilly-lès-Dijon
- Maire sortant : Paul-Olivier Lefebvre
- 19 sièges à pourvoir au conseil municipal (population légale 2011 : 1 865 habitants)
- 1 sièges à pourvoir au conseil communautaire (Dijon Métropole)

|                          | Jean-Louis Dumont         | SE             | 567   | 63,77  | 16 | 1 |  |  |
|                          | Pierre-Olivier Lefebvre * | DVG            | 322   | 36,22  | 3  |   |  |  |
|                          |                           |                |       |        |    |   |  |  |
| Inscrits                 | Inscrits                  | Inscrits       | 1 257 | 100,00 |    |   |  |  |
| Abstentions              | Abstentions               | Abstentions    | 315   | 25,06  |    |   |  |  |
| Votants                  | Votants                   | Votants        | 942   | 74,94  |    |   |  |  |
| Blancs et nuls           | Blancs et nuls            | Blancs et nuls | 53    | 5,63   |    |   |  |  |
| Exprimés                 | Exprimés                  | Exprimés       | 889   | 94,37  |    |   |  |  |
| * Liste du maire sortant |                           |                |       |        |    |   |  |  |

### Noiron-sous-Gevrey
- Maire sortant : Claudette Guillemaud
- 15 sièges à pourvoir au conseil municipal (population légale 2011 : 1 072 habitants)
- 5 sièges à pourvoir au conseil communautaire (CC de Gevrey-Chambertin et de Nuits-Saint-Georges)

|                          | Claudette Guillemaud * | DVD            | 283 | 51,83  | 12 | 4 |  |  |
|                          | Thierry Deruelle       | DVG            | 263 | 48,16  | 3  | 1 |  |  |
|                          |                        |                |     |        |    |   |  |  |
| Inscrits                 | Inscrits               | Inscrits       | 745 | 100,00 |    |   |  |  |
| Abstentions              | Abstentions            | Abstentions    | 166 | 22,28  |    |   |  |  |
| Votants                  | Votants                | Votants        | 579 | 77,72  |    |   |  |  |
| Blancs et nuls           | Blancs et nuls         | Blancs et nuls | 33  | 5,70   |    |   |  |  |
| Exprimés                 | Exprimés               | Exprimés       | 546 | 94,30  |    |   |  |  |
| * Liste du maire sortant |                        |                |     |        |    |   |  |  |

### Nolay
- Maire sortant : Jean-Pascal Monin
- 19 sièges à pourvoir au conseil municipal (population légale 2011 : 1 504 habitants)
- 2 sièges à pourvoir au conseil communautaire (CA Beaune Côte et Sud)

|                          | Jérôme Flache       | SE             | 362   | 53,23  | 15 | 2 |  |  |
|                          | Jean-Pascal Monin * | SE             | 318   | 46,76  | 4  |   |  |  |
|                          |                     |                |       |        |    |   |  |  |
| Inscrits                 | Inscrits            | Inscrits       | 1 052 | 100,00 |    |   |  |  |
| Abstentions              | Abstentions         | Abstentions    | 320   | 30,42  |    |   |  |  |
| Votants                  | Votants             | Votants        | 732   | 69,58  |    |   |  |  |
| Blancs et nuls           | Blancs et nuls      | Blancs et nuls | 52    | 7,10   |    |   |  |  |
| Exprimés                 | Exprimés            | Exprimés       | 680   | 92,90  |    |   |  |  |
| * Liste du maire sortant |                     |                |       |        |    |   |  |  |

### Nuits-Saint-Georges
- Maire sortant : Alain Cartron (DVD)
- 29 sièges à pourvoir au conseil municipal (population légale 2011 : 5 557 habitants)
- 16 sièges à pourvoir au conseil communautaire (CC de Gevrey-Chambertin et de Nuits-Saint-Georges)

|                          | Alain Cartron * | DVD            | 1 300 | 55,65  | 23 | 13 |  |  |
|                          | Daniel Carrasco | DVG            | 544   | 23,28  | 3  | 2  |  |  |
|                          | Didier Proriol  | SE             | 492   | 21,06  | 3  | 1  |  |  |
|                          |                 |                |       |        |    |    |  |  |
| Inscrits                 | Inscrits        | Inscrits       | 3 874 | 100,00 |    |    |  |  |
| Abstentions              | Abstentions     | Abstentions    | 1 402 | 36,19  |    |    |  |  |
| Votants                  | Votants         | Votants        | 2 472 | 63,81  |    |    |  |  |
| Blancs et nuls           | Blancs et nuls  | Blancs et nuls | 136   | 5,50   |    |    |  |  |
| Exprimés                 | Exprimés        | Exprimés       | 2 336 | 94,50  |    |    |  |  |
| * Liste du maire sortant |                 |                |       |        |    |    |  |  |

### Ouges
- Maire sortant : Jean-Claude Girard
- 15 sièges à pourvoir au conseil municipal (population légale 2011 : 1 229 habitants)
- 1 sièges à pourvoir au conseil communautaire (Dijon Métropole)

|                          | Jean-Claude Girard * | DVD            | 305 | 65,45  | 13 | 1 |  |  |
|                          | Gérard Larché        | SE             | 161 | 34,54  | 2  |   |  |  |
|                          |                      |                |     |        |    |   |  |  |
| Inscrits                 | Inscrits             | Inscrits       | 694 | 100,00 |    |   |  |  |
| Abstentions              | Abstentions          | Abstentions    | 208 | 29,97  |    |   |  |  |
| Votants                  | Votants              | Votants        | 486 | 70,03  |    |   |  |  |
| Blancs et nuls           | Blancs et nuls       | Blancs et nuls | 20  | 4,12   |    |   |  |  |
| Exprimés                 | Exprimés             | Exprimés       | 466 | 95,88  |    |   |  |  |
| * Liste du maire sortant |                      |                |     |        |    |   |  |  |

### Perrigny-lès-Dijon
- Maire sortant : Patrick Baudement
- 15 sièges à pourvoir au conseil municipal (population légale 2011 : 1 486 habitants)
- 1 sièges à pourvoir au conseil communautaire (Dijon Métropole)

|                          | Patrick Baudement * | DVG            | 555   | 100,00 | 15 | 1 |  |  |
|                          |                     |                |       |        |    |   |  |  |
| Inscrits                 | Inscrits            | Inscrits       | 1 266 | 100,00 |    |   |  |  |
| Abstentions              | Abstentions         | Abstentions    | 555   | 43,84  |    |   |  |  |
| Votants                  | Votants             | Votants        | 711   | 56,16  |    |   |  |  |
| Blancs et nuls           | Blancs et nuls      | Blancs et nuls | 156   | 21,94  |    |   |  |  |
| Exprimés                 | Exprimés            | Exprimés       | 555   | 78,06  |    |   |  |  |
| * Liste du maire sortant |                     |                |       |        |    |   |  |  |

### Plombières-lès-Dijon
- Maire sortant : Jean Paul-Hesse
- 23 sièges à pourvoir au conseil municipal (population légale 2011 : 2 771 habitants)
- 1 sièges à pourvoir au conseil communautaire (Dijon Métropole)

| Tête de liste            | Tête de liste       | Liste          | Premier tour | Premier tour | Second tour | Second tour | Sièges | Sièges |
| Tête de liste            | Tête de liste       | Liste          | Voix         | %            | Voix        | %           | CM     | CC     |
| ------------------------ | ------------------- | -------------- | ------------ | ------------ | ----------- | ----------- | ------ | ------ |
|                          | Jean-Frédéric Court | DVD            | 580          | 47,93        | 690         | 56,05       | 19     | 1      |
|                          | Murat Bayam         | DVG            | 320          | 26,44        | 274         | 22,25       | 2      |        |
|                          | Jean-Paul Hesse *   | PS-PCF-EELV    | 310          | 25,61        | 267         | 21,68       | 2      |        |
|                          |                     |                |              |              |             |             |        |        |
| Inscrits                 | Inscrits            | Inscrits       | 1 899        | 100,00       | 1 999       | 100,00      |        |        |
| Abstentions              | Abstentions         | Abstentions    | 634          | 33,39        | 739         | 36,97       |        |        |
| Votants                  | Votants             | Votants        | 1 265        | 66,61        | 1 260       | 63,03       |        |        |
| Blancs et nuls           | Blancs et nuls      | Blancs et nuls | 55           | 4,35         | 29          | 2,30        |        |        |
| Exprimés                 | Exprimés            | Exprimés       | 1 210        | 95,65        | 1 231       | 97,70       |        |        |
| * Liste du maire sortant |                     |                |              |              |             |             |        |        |

### Pontailler-sur-Saône
- Maire sortant : Joël Abbey
- 15 sièges à pourvoir au conseil municipal (population légale 2011 : 1 238 habitants)
- 4 sièges à pourvoir au conseil communautaire (CC Auxonne Pontailler Val de Saône)

|                          | Joël Abbey *   | DVD            | 397 | 62,51  | 13 | 3 |  |  |
|                          | Benoît Pigé    | DVG            | 238 | 37,48  | 2  | 1 |  |  |
|                          |                |                |     |        |    |   |  |  |
| Inscrits                 | Inscrits       | Inscrits       | 924 | 100,00 |    |   |  |  |
| Abstentions              | Abstentions    | Abstentions    | 266 | 28,79  |    |   |  |  |
| Votants                  | Votants        | Votants        | 658 | 71,21  |    |   |  |  |
| Blancs et nuls           | Blancs et nuls | Blancs et nuls | 23  | 3,50   |    |   |  |  |
| Exprimés                 | Exprimés       | Exprimés       | 635 | 96,50  |    |   |  |  |
| * Liste du maire sortant |                |                |     |        |    |   |  |  |

### Pouilly-en-Auxois
- Maire sortant : Monique Garnier (DVG)
- 19 sièges à pourvoir au conseil municipal (population légale 2011 : 1 600 habitants)
- 9 sièges à pourvoir au conseil communautaire (CC de Pouilly-en-Auxois - Bligny-sur-Ouche)

|                | Bernard Milloir | DVG            | 369 | 58,57  | 15 | 7 |  |  |
|                | Gérard Curot    | DVD            | 261 | 41,42  | 4  | 2 |  |  |
|                |                 |                |     |        |    |   |  |  |
| Inscrits       | Inscrits        | Inscrits       | 987 | 100,00 |    |   |  |  |
| Abstentions    | Abstentions     | Abstentions    | 307 | 31,10  |    |   |  |  |
| Votants        | Votants         | Votants        | 680 | 68,90  |    |   |  |  |
| Blancs et nuls | Blancs et nuls  | Blancs et nuls | 50  | 7,35   |    |   |  |  |
| Exprimés       | Exprimés        | Exprimés       | 630 | 92,65  |    |   |  |  |

### Quetigny
- Maire sortant : Michel Bachelard (PS)
- 29 sièges à pourvoir au conseil municipal (population légale 2011 : 9 796 habitants)
- 3 sièges à pourvoir au conseil communautaire (Dijon Métropole)

| Tête de liste            | Tête de liste      | Liste          | Premier tour | Premier tour | Second tour | Second tour | Sièges | Sièges |
| Tête de liste            | Tête de liste      | Liste          | Voix         | %            | Voix        | %           | CM     | CC     |
| ------------------------ | ------------------ | -------------- | ------------ | ------------ | ----------- | ----------- | ------ | ------ |
|                          | Michel Bachelard * | PS-PCF-EELV    | 1 859        | 49,98        | 2 134       | 55,32       | 23     | 2      |
|                          | Damien Thieuleux   | UMP-UDI        | 1 330        | 35,76        | 1 364       | 35,36       | 5      | 1      |
|                          | Pierre Abecassis   | FG             | 409          | 10,99        | 359         | 9,30        | 1      |        |
|                          | Patrick Berthelot  | EXG            | 121          | 3,25         |             |             |        |        |
|                          |                    |                |              |              |             |             |        |        |
| Inscrits                 | Inscrits           | Inscrits       | 6 317        | 100,00       | 6 317       | 100,00      |        |        |
| Abstentions              | Abstentions        | Abstentions    | 2 461        | 38,96        | 2 348       | 37,17       |        |        |
| Votants                  | Votants            | Votants        | 3 856        | 61,04        | 3 969       | 62,83       |        |        |
| Blancs et nuls           | Blancs et nuls     | Blancs et nuls | 137          | 3,55         | 112         | 2,82        |        |        |
| Exprimés                 | Exprimés           | Exprimés       | 3 719        | 96,45        | 3 857       | 97,18       |        |        |
| * Liste du maire sortant |                    |                |              |              |             |             |        |        |

### Rouvres-en-Plaine
- Maire sortant : Hubert Sauvain
- 15 sièges à pourvoir au conseil municipal (population légale 2011 : 1 021 habitants)
- 2 sièges à pourvoir au conseil communautaire (CC de la Plaine Dijonnaise)

|                          | Hubert Sauvain * | DVD            | 421 | 100,00 | 15 | 2 |  |  |
|                          |                  |                |     |        |    |   |  |  |
| Inscrits                 | Inscrits         | Inscrits       | 775 | 100,00 |    |   |  |  |
| Abstentions              | Abstentions      | Abstentions    | 286 | 36,90  |    |   |  |  |
| Votants                  | Votants          | Votants        | 489 | 63,10  |    |   |  |  |
| Blancs et nuls           | Blancs et nuls   | Blancs et nuls | 68  | 13,91  |    |   |  |  |
| Exprimés                 | Exprimés         | Exprimés       | 421 | 86,09  |    |   |  |  |
| * Liste du maire sortant |                  |                |     |        |    |   |  |  |

### Ruffey-lès-Echirey
- Maire sortant : Michel Blanc
- 15 sièges à pourvoir au conseil municipal (population légale 2011 : 1 214 habitants)
- 4 sièges à pourvoir au conseil communautaire (CC Norge et Tille)

|                | Nadine Mutin    | SE             | 420 | 57,93  | 12 | 3 |  |  |
|                | Corinne Georget | DVG            | 305 | 42,06  | 3  | 1 |  |  |
|                |                 |                |     |        |    |   |  |  |
| Inscrits       | Inscrits        | Inscrits       | 971 | 100,00 |    |   |  |  |
| Abstentions    | Abstentions     | Abstentions    | 223 | 22,97  |    |   |  |  |
| Votants        | Votants         | Votants        | 748 | 77,03  |    |   |  |  |
| Blancs et nuls | Blancs et nuls  | Blancs et nuls | 23  | 3,07   |    |   |  |  |
| Exprimés       | Exprimés        | Exprimés       | 725 | 96,93  |    |   |  |  |

### Saint-Apollinaire
- Maire sortant : Rémi Delatte (UMP)
- 29 sièges à pourvoir au conseil municipal (population légale 2011 : 6 689 habitants)
- 2 sièges à pourvoir au conseil communautaire (Dijon Métropole)

|                          | Rémi Delatte *   | UMP            | 2 808 | 78,83  | 26 | 2 |  |  |
|                          | Philippe Ardouin | PS-PCF-EELV    | 754   | 21,16  | 3  |   |  |  |
|                          |                  |                |       |        |    |   |  |  |
| Inscrits                 | Inscrits         | Inscrits       | 5 583 | 100,00 |    |   |  |  |
| Abstentions              | Abstentions      | Abstentions    | 1 880 | 33,67  |    |   |  |  |
| Votants                  | Votants          | Votants        | 3 703 | 66,33  |    |   |  |  |
| Blancs et nuls           | Blancs et nuls   | Blancs et nuls | 141   | 3,81   |    |   |  |  |
| Exprimés                 | Exprimés         | Exprimés       | 3 562 | 96,19  |    |   |  |  |
| * Liste du maire sortant |                  |                |       |        |    |   |  |  |

### Saint-Jean-de-Losne
- Maire sortant : Gilles Chatel
- 15 sièges à pourvoir au conseil municipal (population légale 2011 : 1 148 habitants)
- 3 sièges à pourvoir au conseil communautaire (CC Rives de Saône)

| Tête de liste  | Tête de liste      | Liste          | Premier tour | Premier tour | Second tour | Second tour | Sièges | Sièges |
| Tête de liste  | Tête de liste      | Liste          | Voix         | %            | Voix        | %           | CM     | CC     |
| -------------- | ------------------ | -------------- | ------------ | ------------ | ----------- | ----------- | ------ | ------ |
|                | Michel De Duytsche | SE             | 184          | 49,19        | 212         | 53,00       | 12     | 2      |
|                | Annie Blandin      | SE             | 124          | 33,15        | 188         | 47,00       | 3      | 1      |
|                | Daniel Ganée       | SE             | 66           | 17,64        |             |             |        |        |
|                |                    |                |              |              |             |             |        |        |
| Inscrits       | Inscrits           | Inscrits       | 637          | 100,00       | 637         | 100,00      |        |        |
| Abstentions    | Abstentions        | Abstentions    | 252          | 39,56        | 226         | 35,48       |        |        |
| Votants        | Votants            | Votants        | 385          | 60,44        | 411         | 64,52       |        |        |
| Blancs et nuls | Blancs et nuls     | Blancs et nuls | 11           | 2,86         | 11          | 2,68        |        |        |
| Exprimés       | Exprimés           | Exprimés       | 374          | 97,14        | 400         | 97,32       |        |        |

### Saint-Julien
- Maire sortant : Michel Lenoir
- 15 sièges à pourvoir au conseil municipal (population légale 2011 : 1 458 habitants)
- 4 sièges à pourvoir au conseil communautaire (CC Norge et Tille)

|                          | Michel Lenoir * | DVD            | 593   | 100,00 | 15 | 4 |  |  |
|                          |                 |                |       |        |    |   |  |  |
| Inscrits                 | Inscrits        | Inscrits       | 1 083 | 100,00 |    |   |  |  |
| Abstentions              | Abstentions     | Abstentions    | 406   | 37,49  |    |   |  |  |
| Votants                  | Votants         | Votants        | 677   | 62,51  |    |   |  |  |
| Blancs et nuls           | Blancs et nuls  | Blancs et nuls | 84    | 12,41  |    |   |  |  |
| Exprimés                 | Exprimés        | Exprimés       | 593   | 87,59  |    |   |  |  |
| * Liste du maire sortant |                 |                |       |        |    |   |  |  |

### Saint-Usage
- Maire sortant : Roger Ganée
- 15 sièges à pourvoir au conseil municipal (population légale 2011 : 1 256 habitants)
- 3 sièges à pourvoir au conseil communautaire (CC Rives de Saône)

|                          | Roger Ganée *  | DVG            | 484 | 86,58  | 14 | 3 |  |  |
|                          | Ali Ertugrul   | SE             | 75  | 13,41  | 1  |   |  |  |
|                          |                |                |     |        |    |   |  |  |
| Inscrits                 | Inscrits       | Inscrits       | 835 | 100,00 |    |   |  |  |
| Abstentions              | Abstentions    | Abstentions    | 219 | 26,23  |    |   |  |  |
| Votants                  | Votants        | Votants        | 616 | 73,77  |    |   |  |  |
| Blancs et nuls           | Blancs et nuls | Blancs et nuls | 57  | 9,25   |    |   |  |  |
| Exprimés                 | Exprimés       | Exprimés       | 559 | 90,75  |    |   |  |  |
| * Liste du maire sortant |                |                |     |        |    |   |  |  |

### Saulieu
- Maire sortant : Anne-Catherine Loisier
- 23 sièges à pourvoir au conseil municipal (population légale 2011 : 2 538 habitants)
- 7 sièges à pourvoir au conseil communautaire (CC de Saulieu-Morvan)

|                          | Anne-Catherine Loisier * | DVD            | 656   | 52,60  | 18 | 6 |  |  |
|                          | Luc Paris                | DVD            | 591   | 47,39  | 5  | 1 |  |  |
|                          |                          |                |       |        |    |   |  |  |
| Inscrits                 | Inscrits                 | Inscrits       | 1 808 | 100,00 |    |   |  |  |
| Abstentions              | Abstentions              | Abstentions    | 497   | 27,49  |    |   |  |  |
| Votants                  | Votants                  | Votants        | 1 311 | 72,51  |    |   |  |  |
| Blancs et nuls           | Blancs et nuls           | Blancs et nuls | 64    | 4,88   |    |   |  |  |
| Exprimés                 | Exprimés                 | Exprimés       | 1 247 | 95,12  |    |   |  |  |
| * Liste du maire sortant |                          |                |       |        |    |   |  |  |

### Saulon-la-Chapelle
- Maire sortant : Michel Barbarin
- 15 sièges à pourvoir au conseil municipal (population légale 2011 : 1 039 habitants)
- 5 sièges à pourvoir au conseil communautaire (CC de Gevrey-Chambertin et de Nuits-Saint-Georges)

|                | Pascal Bortot  | SE             | 306 | 58,50  | 12 | 4 |  |  |
|                | Arnaud Manca   | SE             | 217 | 41,49  | 3  | 1 |  |  |
|                |                |                |     |        |    |   |  |  |
| Inscrits       | Inscrits       | Inscrits       | 707 | 100,00 |    |   |  |  |
| Abstentions    | Abstentions    | Abstentions    | 160 | 22,63  |    |   |  |  |
| Votants        | Votants        | Votants        | 547 | 77,37  |    |   |  |  |
| Blancs et nuls | Blancs et nuls | Blancs et nuls | 24  | 4,39   |    |   |  |  |
| Exprimés       | Exprimés       | Exprimés       | 523 | 95,61  |    |   |  |  |

### Savigny-lès-Beaune
- Maire sortant : Sylvain Jacob
- 15 sièges à pourvoir au conseil municipal (population légale 2011 : 1 363 habitants)
- 1 sièges à pourvoir au conseil communautaire (CA Beaune Côte et Sud)

|                          | Sylvain Jacob * | SE             | 513   | 100,00 | 15 | 1 |  |  |
|                          |                 |                |       |        |    |   |  |  |
| Inscrits                 | Inscrits        | Inscrits       | 1 088 | 100,00 |    |   |  |  |
| Abstentions              | Abstentions     | Abstentions    | 453   | 41,64  |    |   |  |  |
| Votants                  | Votants         | Votants        | 635   | 58,36  |    |   |  |  |
| Blancs et nuls           | Blancs et nuls  | Blancs et nuls | 122   | 19,21  |    |   |  |  |
| Exprimés                 | Exprimés        | Exprimés       | 513   | 80,79  |    |   |  |  |
| * Liste du maire sortant |                 |                |       |        |    |   |  |  |

### Selongey
- Maire sortant : Gérard Leguay
- 19 sièges à pourvoir au conseil municipal (population légale 2011 : 2 418 habitants)
- 7 sièges à pourvoir au conseil communautaire (CC Tille et Venelle)

|                          | Gérard Leguay *   | DVG            | 609   | 52,31  | 15 | 6 |  |  |
|                          | Christophe Leloup | DVD            | 555   | 47,68  | 4  | 1 |  |  |
|                          |                   |                |       |        |    |   |  |  |
| Inscrits                 | Inscrits          | Inscrits       | 1 707 | 100,00 |    |   |  |  |
| Abstentions              | Abstentions       | Abstentions    | 493   | 28,88  |    |   |  |  |
| Votants                  | Votants           | Votants        | 1 214 | 71,12  |    |   |  |  |
| Blancs et nuls           | Blancs et nuls    | Blancs et nuls | 50    | 4,12   |    |   |  |  |
| Exprimés                 | Exprimés          | Exprimés       | 1 164 | 95,88  |    |   |  |  |
| * Liste du maire sortant |                   |                |       |        |    |   |  |  |

### Semur-en-Auxois
- Maire sortant : Philippe Guyenot
- 27 sièges à pourvoir au conseil municipal (population légale 2011 : 4 166 habitants)
- 19 sièges à pourvoir au conseil communautaire (CC des Terres d'Auxois)

| Tête de liste            | Tête de liste      | Liste          | Premier tour | Premier tour | Second tour | Second tour | Sièges | Sièges |
| Tête de liste            | Tête de liste      | Liste          | Voix         | %            | Voix        | %           | CM     | CC     |
| ------------------------ | ------------------ | -------------- | ------------ | ------------ | ----------- | ----------- | ------ | ------ |
|                          | Philippe Guyenot * | DVD            | 791          | 37,55        | 919         | 43,26       | 6      | 4      |
|                          | Catherine Sadon    | SE             | 743          | 35,28        | 1 205       | 56,73       | 21     | 15     |
|                          | Michel Neugnot     | PS             | 572          | 27,16        |             |             |        |        |
|                          |                    |                |              |              |             |             |        |        |
| Inscrits                 | Inscrits           | Inscrits       | 2 891        | 100,00       | 2 891       | 100,00      |        |        |
| Abstentions              | Abstentions        | Abstentions    | 703          | 24,32        | 699         | 24,18       |        |        |
| Votants                  | Votants            | Votants        | 2 188        | 75,68        | 2 192       | 75,82       |        |        |
| Blancs et nuls           | Blancs et nuls     | Blancs et nuls | 82           | 3,75         | 68          | 3,10        |        |        |
| Exprimés                 | Exprimés           | Exprimés       | 2 106        | 96,25        | 2 124       | 96,90       |        |        |
| * Liste du maire sortant |                    |                |              |              |             |             |        |        |

### Sennecey-lès-Dijon
- Maire sortant : Philippe Belleville
- 19 sièges à pourvoir au conseil municipal (population légale 2011 : 2 185 habitants)
- 1 sièges à pourvoir au conseil communautaire (Dijon Métropole)

|                          | Philippe Belleville * | DVD            | 771   | 100,00 | 19 | 1 |  |  |
|                          |                       |                |       |        |    |   |  |  |
| Inscrits                 | Inscrits              | Inscrits       | 1 780 | 100,00 |    |   |  |  |
| Abstentions              | Abstentions           | Abstentions    | 879   | 49,38  |    |   |  |  |
| Votants                  | Votants               | Votants        | 901   | 50,62  |    |   |  |  |
| Blancs et nuls           | Blancs et nuls        | Blancs et nuls | 130   | 14,43  |    |   |  |  |
| Exprimés                 | Exprimés              | Exprimés       | 771   | 85,57  |    |   |  |  |
| * Liste du maire sortant |                       |                |       |        |    |   |  |  |

### Seurre
- Maire sortant : Roland Bonnaire
- 19 sièges à pourvoir au conseil municipal (population légale 2011 : 2 436 habitants)
- 6 sièges à pourvoir au conseil communautaire (CC Rives de Saône)

|                | Alain Becquet   | SE             | 517   | 53,63  | 15 | 5 |  |  |
|                | Frédéric Girard | SE             | 447   | 46,36  | 4  | 1 |  |  |
|                |                 |                |       |        |    |   |  |  |
| Inscrits       | Inscrits        | Inscrits       | 1 631 | 100,00 |    |   |  |  |
| Abstentions    | Abstentions     | Abstentions    | 629   | 38,57  |    |   |  |  |
| Votants        | Votants         | Votants        | 1 002 | 61,43  |    |   |  |  |
| Blancs et nuls | Blancs et nuls  | Blancs et nuls | 38    | 3,79   |    |   |  |  |
| Exprimés       | Exprimés        | Exprimés       | 964   | 96,21  |    |   |  |  |

### Talant
- Maire sortant : Gilbert Menut (UMP)
- 33 sièges à pourvoir au conseil municipal (population légale 2011 : 11 118 habitants)
- 4 sièges à pourvoir au conseil communautaire (Dijon Métropole)

| Tête de liste            | Tête de liste       | Liste          | Premier tour | Premier tour | Second tour | Second tour | Sièges | Sièges |
| Tête de liste            | Tête de liste       | Liste          | Voix         | %            | Voix        | %           | CM     | CC     |
| ------------------------ | ------------------- | -------------- | ------------ | ------------ | ----------- | ----------- | ------ | ------ |
|                          | Gilbert Menut *     | UMP            | 2 044        | 44,94        | 2 063       | 45,95       | 25     | 3      |
|                          | Stéphane Woynaroski | PS-PCF-EELV    | 1 194        | 26,25        | 1 212       | 26,99       | 4      |        |
|                          | Cyril Gaucher       | DVD            | 1 173        | 25,79        | 1 214       | 27,04       | 4      | 1      |
|                          | Julien Thévenin     | EXG            | 137          | 3,01         |             |             |        |        |
|                          |                     |                |              |              |             |             |        |        |
| Inscrits                 | Inscrits            | Inscrits       | 7 616        | 100,00       | 7 615       | 100,00      |        |        |
| Abstentions              | Abstentions         | Abstentions    | 2 946        | 38,68        | 3 025       | 39,72       |        |        |
| Votants                  | Votants             | Votants        | 4 670        | 61,32        | 4 590       | 60,28       |        |        |
| Blancs et nuls           | Blancs et nuls      | Blancs et nuls | 122          | 2,61         | 101         | 2,20        |        |        |
| Exprimés                 | Exprimés            | Exprimés       | 4 548        | 97,39        | 4 489       | 97,80       |        |        |
| * Liste du maire sortant |                     |                |              |              |             |             |        |        |

### Tart-le-Haut
- Maire sortant : Jean-Louis Aubertin
- 15 sièges à pourvoir au conseil municipal (population légale 2011 : 1 377 habitants)
- 3 sièges à pourvoir au conseil communautaire (CC de la Plaine Dijonnaise)

|                | Daniel Bauchet | SE             | 481 | 100,00 | 15 | 3 |  |  |
|                |                |                |     |        |    |   |  |  |
| Inscrits       | Inscrits       | Inscrits       | 987 | 100,00 |    |   |  |  |
| Abstentions    | Abstentions    | Abstentions    | 383 | 38,80  |    |   |  |  |
| Votants        | Votants        | Votants        | 604 | 61,20  |    |   |  |  |
| Blancs et nuls | Blancs et nuls | Blancs et nuls | 123 | 20,36  |    |   |  |  |
| Exprimés       | Exprimés       | Exprimés       | 481 | 79,64  |    |   |  |  |

### Thorey-en-Plaine
- Maire sortant : Alain Dubois
- 15 sièges à pourvoir au conseil municipal (population légale 2011 : 1 041 habitants)
- 2 sièges à pourvoir au conseil communautaire (CC de la Plaine Dijonnaise)

|                | Gilles Brachotte | DVD            | 382 | 100,00 | 15 | 2 |  |  |
|                |                  |                |     |        |    |   |  |  |
| Inscrits       | Inscrits         | Inscrits       | 790 | 100,00 |    |   |  |  |
| Abstentions    | Abstentions      | Abstentions    | 345 | 43,67  |    |   |  |  |
| Votants        | Votants          | Votants        | 445 | 56,33  |    |   |  |  |
| Blancs et nuls | Blancs et nuls   | Blancs et nuls | 63  | 14,16  |    |   |  |  |
| Exprimés       | Exprimés         | Exprimés       | 382 | 85,84  |    |   |  |  |

### Til-Châtel
- Maire sortant : Alain Gradelet
- 15 sièges à pourvoir au conseil municipal (population légale 2011 : 1 019 habitants)
- 3 sièges à pourvoir au conseil communautaire (CC des Vallées de la Tille et de l'Ignon)

|                          | Alain Gradelet * | SE             | 382 | 100,00 | 15 | 3 |  |  |
|                          |                  |                |     |        |    |   |  |  |
| Inscrits                 | Inscrits         | Inscrits       | 677 | 100,00 |    |   |  |  |
| Abstentions              | Abstentions      | Abstentions    | 228 | 33,68  |    |   |  |  |
| Votants                  | Votants          | Votants        | 449 | 66,32  |    |   |  |  |
| Blancs et nuls           | Blancs et nuls   | Blancs et nuls | 67  | 14,92  |    |   |  |  |
| Exprimés                 | Exprimés         | Exprimés       | 382 | 85,08  |    |   |  |  |
| * Liste du maire sortant |                  |                |     |        |    |   |  |  |

### Varois-et-Chaignot
- Maire sortant : Vincent Delatte
- 19 sièges à pourvoir au conseil municipal (population légale 2011 : 2 013 habitants)
- 7 sièges à pourvoir au conseil communautaire (CC Norge et Tille)

|                          | Vincent Delatte * | SE             | 893   | 76,32  | 17 | 7 |  |  |
|                          | Fadila Khattabi   | PS             | 277   | 23,67  | 2  |   |  |  |
|                          |                   |                |       |        |    |   |  |  |
| Inscrits                 | Inscrits          | Inscrits       | 1 773 | 100,00 |    |   |  |  |
| Abstentions              | Abstentions       | Abstentions    | 573   | 32,32  |    |   |  |  |
| Votants                  | Votants           | Votants        | 1 200 | 67,68  |    |   |  |  |
| Blancs et nuls           | Blancs et nuls    | Blancs et nuls | 30    | 2,50   |    |   |  |  |
| Exprimés                 | Exprimés          | Exprimés       | 1 170 | 97,50  |    |   |  |  |
| * Liste du maire sortant |                   |                |       |        |    |   |  |  |

### Velars-sur-Ouche
- Maire sortant : Jacky Dupaquier
- 19 sièges à pourvoir au conseil municipal (population légale 2011 : 1 754 habitants)
- 6 sièges à pourvoir au conseil communautaire (CC Ouche et Montagne)

|                          | Jacky Dupaquier * | SE             | 573   | 100,00 | 19 | 6 |  |  |
|                          |                   |                |       |        |    |   |  |  |
| Inscrits                 | Inscrits          | Inscrits       | 1 204 | 100,00 |    |   |  |  |
| Abstentions              | Abstentions       | Abstentions    | 469   | 38,95  |    |   |  |  |
| Votants                  | Votants           | Votants        | 735   | 61,05  |    |   |  |  |
| Blancs et nuls           | Blancs et nuls    | Blancs et nuls | 162   | 22,04  |    |   |  |  |
| Exprimés                 | Exprimés          | Exprimés       | 573   | 77,96  |    |   |  |  |
| * Liste du maire sortant |                   |                |       |        |    |   |  |  |

### Venarey-les-Laumes
- Maire sortant : Patrick Molinoz
- 23 sièges à pourvoir au conseil municipal (population légale 2011 : 2 913 habitants)
- 14 sièges à pourvoir au conseil communautaire (CC du Pays d'Alésia et de la Seine)

|                          | Patrick Molinoz * | DVG            | 1 006 | 68,11  | 20 | 12 |  |  |
|                          | Marc Devimes      | DVD            | 471   | 31,88  | 3  | 2  |  |  |
|                          |                   |                |       |        |    |    |  |  |
| Inscrits                 | Inscrits          | Inscrits       | 2 088 | 100,00 |    |    |  |  |
| Abstentions              | Abstentions       | Abstentions    | 565   | 27,06  |    |    |  |  |
| Votants                  | Votants           | Votants        | 1 523 | 72,94  |    |    |  |  |
| Blancs et nuls           | Blancs et nuls    | Blancs et nuls | 46    | 3,02   |    |    |  |  |
| Exprimés                 | Exprimés          | Exprimés       | 1 477 | 96,98  |    |    |  |  |
| * Liste du maire sortant |                   |                |       |        |    |    |  |  |

### Villers-les-Pots
- Maire sortant : Christian Seichon
- 15 sièges à pourvoir au conseil municipal (population légale 2011 : 1 044 habitants)
- 2 sièges à pourvoir au conseil communautaire (CC Auxonne Pontailler Val de Saône)

|                          | Christian Seichon * | SE             | 356 | 100,00 | 15 | 2 |  |  |
|                          |                     |                |     |        |    |   |  |  |
| Inscrits                 | Inscrits            | Inscrits       | 807 | 100,00 |    |   |  |  |
| Abstentions              | Abstentions         | Abstentions    | 345 | 42,75  |    |   |  |  |
| Votants                  | Votants             | Votants        | 462 | 57,25  |    |   |  |  |
| Blancs et nuls           | Blancs et nuls      | Blancs et nuls | 106 | 22,94  |    |   |  |  |
| Exprimés                 | Exprimés            | Exprimés       | 356 | 77,06  |    |   |  |  |
| * Liste du maire sortant |                     |                |     |        |    |   |  |  |

### Vitteaux
- Maire sortant : Bernard Paut
- 15 sièges à pourvoir au conseil municipal (population légale 2011 : 1 093 habitants)
- 11 sièges à pourvoir au conseil communautaire (CC des Terres d'Auxois)

|                          | Bernard Paut * | UDI            | 288 | 60,00  | 12 | 9 |  |  |
|                          | Étienne Jobard | DVD            | 192 | 40,00  | 3  | 2 |  |  |
|                          |                |                |     |        |    |   |  |  |
| Inscrits                 | Inscrits       | Inscrits       | 695 | 100,00 |    |   |  |  |
| Abstentions              | Abstentions    | Abstentions    | 179 | 25,76  |    |   |  |  |
| Votants                  | Votants        | Votants        | 516 | 74,24  |    |   |  |  |
| Blancs et nuls           | Blancs et nuls | Blancs et nuls | 36  | 6,98   |    |   |  |  |
| Exprimés                 | Exprimés       | Exprimés       | 480 | 93,02  |    |   |  |  |
| * Liste du maire sortant |                |                |     |        |    |   |  |  |